# Ferguson Lake, Kivalliq
Ferguson Lake är en sjö i Kanada.   Den ligger i territoriet Nunavut, i den centrala delen av landet, 2 400 km nordväst om huvudstaden Ottawa. Ferguson Lake ligger 112 meter över havet. Arean är 136 kvadratkilometer. Den sträcker sig 26,1 kilometer i nord-sydlig riktning, och 22,7 kilometer i öst-västlig riktning.
Trakten runt Ferguson Lake är nära nog obefolkad, med mindre än två invånare per kvadratkilometer.